# Trần Mạnh Hảo
Trần Mạnh Hảo (sinh năm 1947) là một nhà thơ, nhà văn kiêm nhà báo Việt Nam. Ông từng là đảng viên Đảng Cộng sản Việt Nam cho đến năm 1989, viết cuốn Ly Thân và bị khai trừ khỏi đảng. Hiện ông sống ở Việt Nam như một tác giả tự do.
Ông cũng từng giữ chức danh ủy viên Hội đồng Thơ Hội Nhà văn Việt Nam.

## Tiểu sử
Ông sinh tại Nam Định trong một gia đình theo đạo Công giáo, từng là cậu giúp lễ trong một giáo xứ thuộc Bùi Chu. Khi mới 14 tuổi, thơ của ông đã được đăng báo.
Trong thời gian Chiến tranh Việt Nam, ông chiến đấu ở chiến trường Nam Bộ. Từ năm 1973, ông về làm phóng viên, biên tập viên tạp chí Văn Nghệ quân giải phóng miền Nam và làm nghề viết văn, viết báo chuyên nghiệp cho đến nay.
Sau khi bị khai trừ khỏi đảng vì cuốn Ly Thân, ông trở thành tác giả ngoài biên chế nhà nước, hoạt động tự do và không tham gia một tổ chức chính trị nào. Ông từng được nhiều giải thưởng văn học.

## Tác phẩm
Từ 1974 đến nay, ông đã xuất bản hơn 15 tập thơ, 4 cuốn tiểu thuyết, 5 tập lý luận phê bình văn học, 3 tập truyện thiếu nhi.
Ông hoạt động trong nhiều lĩnh vực: thơ, văn, báo chí nhưng được biết đến nhiều nhất như một nhà thơ. Ông đã định nghĩa thơ như sau: "Thơ chính là tuổi thơ của loài người còn sót lại". Thơ ông giàu cảm xúc, nhiều thể loại; Tác phẩm thường được chọn đăng trong các tuyển tập thơ hay của Việt Nam là "Khi chưa có mùa thu", trích dưới đây:
Khi chưa có mùa thu 
Hoa phượng còn dang dở
Bạn nằm xuống lưng đồi 
Mùa thu dừng lại đó 
Đâu chỉ vì cô gái 
Tên trùng với tên mùa
Đâu phải loài hoa ấy 
Nở ven rừng bâng quơ 
Chưa ai yêu mùa thu 
Như bạn mình mơ mộng 
Ai xui tiếng chim gù 
Kéo trời lên xanh thẳm (...)'
Ngoài ra, Trần Mạnh Hảo còn làm thơ về chính trị. Trong bài "Mao Trạch Đông" sáng tác năm 1994, ông mô tả lãnh tụ nổi tiếng Trung Quốc này một cách không kiêng nể:
Trán Người cao hơn nghìn núi sọ
Mặt Người mênh mông hơn niềm hư vô thần linh
Tháng chạp Hồ Nam tuyết rắc đầy lông cáo
Sông Dương Tử ám như ma dìm chết đuối Động Đình...
Trần Mạnh Hảo còn là một nhà báo, nhà phê bình văn học nổi tiếng với những bài viết nói thẳng nói thật, với lập luận rất sắc sảo, đã làm cho nhiều đối tượng tranh luận với mình "khó chịu".

## Đã xuất bản
- Trường Sơn của bé (thơ, 1974);
- Tiếng chim gõ cửa (thơ, 1976);
- Hoa vừa đi vừa nở (thơ, 1981);
- Mặt trời trong lòng đất (thơ, 1981);
- Ba cặp núi và một hòn núi lẻ (thơ, 1986);
- Chìa khóa của mỗi người (tiểu thuyết, 1987);
- Từ chiếc ô trời của mẹ (thơ, 1989);
- Trăng mật (tiểu thuyết, 1989);
- Ly Thân (tiểu thuyết, 1989);
- Sinh ra để yêu nhau (tiểu thuyết, 1989);
- Mình anh trong một thế giới (thơ, 1991);
- Đất nước hình tia chớp (thơ, 1994-1995);
- Thơ phản thơ (lý luận phê bình, 1995);
- Chuồn chuồn cắn rốn (thơ, 1995);
- Thơ tứ tuyệt (1995);
- Phê bình phản phê bình (lý luận phê bình, 1996);
- Cuộc chiến tranh khôn nguôi (thơ, 1998);
- Hầu chuyện các giáo sư (lý luận phê bình, 1999);
- Thơ lục bát (2003);
- Văn học phê bình tranh luận (lý luận phê bình, 2004);
- Những vì sao văn học (lý luận văn học, 2004)...